# Paul Hager (Politiker)
Paul Hager (* 9. Februar 1870 in Schwerin; † nach 1930) war ein deutscher Politiker.

## Leben
Hager studierte Rechtswissenschaft und Volkswirtschaft in Bonn, Heidelberg und Breslau. Er war seit 1891 Mitglied der katholischen Studentenverbindung KDStV Bavaria Bonn im CV.
Er war bis 1908 Regierungsrat und danach Generaldirektor der preußischen Lebensversicherung-AG. Nebenamtlich war er Dozent an der Berliner Handelshochschule. Er war ehrenamtliches Mitglied im Direktorium der Reichsanstalt für Angestellte.
Von 1913 bis 1918 war Hager für den Wahlkreis Düsseldorf (Stadtkreis und Landkreis München-Gladbach, Stadtkreis Rheydt) Mitglied im Preußischen Abgeordnetenhaus. 1919 war er Mitglied der verfassungsgebenden Versammlung Preußens. Er gehörte der Deutschen Zentrumspartei an.